# Julio Pacheco Rivas
Julio Pacheco Rivas (Caracas, Venezuela, 25 de julio de 1953) es un artista plástico venezolano.
Artista visual contemporáneo, dedicado a la pintura y escultura, durante 5 décadas.

## Biografía
Hijo de Julio Pacheco e Ilia Rivas. En 1953 
Nace en Caracas en 1953. Sus padres son Julio Pacheco Cárdenas y la poeta y novelista Ilia Rivas Espinel de Pacheco. La atención de su madre lo alienta a desarrollar desde niño sus facultades creativas.pasa gran parte de su niñez en San Cristóbal, allí permanece hasta los 16 años, en 1964 con diez años presenta sus primeros trabajos en una galería de arte de la Universidad Central de Venezuela. En la Galería Isla, en Caracas en 1967 realiza su primera exposición individual. Sugerido por el maestro Alirio Oramas, la muestra se llamó significativamenteExperimentaciones plásticas ya que eran 22 pinturas de tendencia abstracta. Se inscribe en la Escuela de Artes Plásticas de San Cristóbal. Se retira a las dos semanas con el deseo de seguir pintando de manera libre e independiente. Se centra en el estudio del color y realiza una pintura abstracta de colores tenues y ensordecidos. En el 1968 a su salida de la Escuela, realiza obras informales y “matéricas” que expone en su segunda muestra individual en la Universidad de Los Andes en Mérida. Obras con texturas con tendencia informalista de la época.1969 se residencia en Caracas. Asiste al Taller de Arte Experimental creado por el escultor Víctor Valera. En este taller asisten también Óscar Vásquez, Víctor Hugo Irazábal, Salvador Martínez, Santiago Pol, entre otros.
Para el año 1969 Abandona la pintura abstracta e informal y, por un breve período, realiza obra cinética sin sentir resultados convincentes. Todo esto lo lleva a suspender por un tiempo la actividad plástica. en 1970 al culminar el Taller de Arte Experimental, continúa su formación por su cuenta mediante la lectura de obras de Franz Kafka y de los grandes escritores latinoamericanos como Gabriel García Márquez, Julio Cortázar, Mario Vargas Llosa que le hacen reflexionar sobre su labor artística. 1972 continúa a la actividad artística e inicia una serie de dibujos que representan pliegos de papel, doblados de tal manera que generan formas que aluden a volúmenes y espacios. Esta modalidad figurativa será constante en su dibujo y pintura a partir de esos años.  
En 1974 Julio Pacheco Rivas siente afinidad con la pintura de Emerio Darío Lunar. Éste pintaba los espacios interiores con similar tratamiento sordo del color. También se interesa por la obra de la colombiana Ana Mercedes Hoyos quien trabajaba linealmente tanto la arquitectura como las figuras en sus pinturas. Realiza su tercera muestra individual en la Galería BANAP en Caracas, titulada Lucubraciones.
Participa en el II Premio Ernesto Avellán en la Sala Mendoza con la obra Instrucciones para bajar la escalera. Se trata de un tríptico que muestra la misma escalera vista en tres momentos diferentes según el descendimiento de los folios de papel hasta llegar al piso. Señala el crítico Roberto Montero Castro que con este cuadro aparece por primera vez la representación de elementos arquitectónicos en la obra de Julio Pacheco Rivas por lo que su estructura es más compleja que en las obras anteriores. (Roberto Montero Castro. Memoria de espejos, 1989, p. 60). Gana el Premio Andrés Pérez Mujica en el XXXII Salón Michelena, Valencia, estado Carabobo y participa en el Salón Nacional de Jóvenes Artistas en Caracas. Participa asimismo en una colectiva de pintura en la Casa de las Américas de La Habana y en la exposición Once tipos organizada en la Sala Mendoza. 
Por sugerencia de su padre, comienza sus estudios de Derecho en la UCV que interrumpe en 1976. Recibe una Bolsa de Trabajo en el IV Salón Nacional de Jóvenes Artistas con la pieza ¿Esa puerta lleva afuera?
En 1976 Expone individualmente en Estudio Actual, Caracas. Las obras de este periodo presentan espacios cada vez más complejos. Los ámbitos cerrados y laberínticos denotan la influencia que todavía ejerce Emerio Darío Lunar en la pintura de Pacheco Rivas.  1977 Representa a Venezuela en la X Bienal de Artistas Jóvenes del Museo de Arte Moderno de la Ciudad de París.

## Premios
- 1974 Premio Andrés Pérez Mujica, XXXII Salón Arturo Michelena
- 1975 el Premio Único en el Salón de Pintura Joven de Venezuela, realizado en la Galería Serra, Caracas, con la obra Tempus et Solitudo.
- 1976 le es otorgado el Premio Arturo Michelena en el XXXIV Salón Arturo Michelena por su obra El regreso triunfal de la Infanta.
- 1980 Premio del jurado, XIII Premio Internacional de Arte Contemporáneo, Mónaco
- 1982 Premio único, Salón Anual de la Fundación, Vitry-sur-Seine, Francia / Mención especial del jurado, Festival Internacional de la Pintura, Cagnes-sur-Mer, Francia
- 1983 Mención especial del jurado, II Bienal Nacional de Jóvenes Artistas, Casa Guipuzcoana, La Guaira
- 1988 Premio único, sección de invitados especiales, I Salón Nacional de Artes Plásticas, MACC
- 2009	Premio de la Asociación Internacional de Críticos de Arte, AICA, capítulo venezolano:Artista Consagrado
- 2012 Premio de la Asociación Internacional de Críticos de Arte, Maestro del Arte Venezolano. Capítulo venezolano, Caracas